# Économie de l'Algarve

## Agriculture
La région de l'Algarve est une région touristique, mais c'est aussi une région agricole. Les principales productions agricoles de la région sont les figues, les amandes, les oranges, les caroubes, les arbouses et la production et commercialisation du Chêne-liège pour la fabrication du liège. 
L'horticulture est très pratiquée dans la région, mais la région est aussi productrice de vins, parmi les productions, quatre sont sous la Denominação de Origem Controlada (Lagoa, Lagos, Portimão et le Tavira).

## Pêche
La pêche et l'aquaculture sont une des activités importantes dans les régions côtières de l'Algarve ; les sardines, les Soleidaes, les cyprinides, les daurades royales et les divers fruits de mer sont les principaux poissons pêchés dans la région. L'industrie de la pêche est principalement dû au développement de plusieurs usines de conserves qui a joué un rôle important dans l'économie de l'Algarve pendant l'époque de l'Estado Novo. 
Néanmoins, ces dernières années, il a y un mouvement de fermeture de ces usines. Les municipalités les plus impliquées dans la pêche sont Olhão, Tavira, Portimão et Vila Real de Santo António.

## Tourisme
Le tourisme est considéré comme la principale ressource économique de cette région du sud du Portugal, c'est une destination populaire pour le tourisme principalement en raison de ses plages et de son climat méditerranéen. Dans les années 1960, l'Algarve est devenu une destination très populaire pour les touristes étrangers, principalement venant de la Grande-Bretagne. Depuis c'est une destination prisée par les Portugais, Espagnols, Allemands, Hollandais ou encore les Irlandais. Plusieurs de ces touristes possèdent leur résidence secondaire dans la région. 
En plus des beautés de ses plages, l'Algarve a investi dans la création d'un réseau de terrains de golf. Les plages bien connues dans l'Algarve s'étendent de la Praia da Marinha jusqu'à Armação de Pêra. Une ville est reconnue pour sa station thermale, il s'agit de la Caldas de Monchique.
Le climat doux de l'Algarve attire l'intérêt des Européens nordiques souhaitant avoir une maison ou une résidence de vacances dans la région. Étant une région du Portugal, et donc dans l'Union européenne, n'importe quel citoyen de l'Union a le droit d'acheter librement une propriété et d'y résider dans la région. Les expatriés britanniques, suivis d'allemands, Néerlandais et Scandinaves, sont parmi les plus grands groupes souhaitant une maison dans cette région portugaise.
En mars 2007, le ministre de l'économie, Manuel Pinho, a annoncé la création du projet Allgarve comme partie d'une promotion stratégique de l'Algarve comme destination de tourisme pour les citoyens étrangers.

## Extraction minière

Carrière à Monchique

La mine de sel gemme située à Loulé est apparue lors de la transformation géologique qui a entraîné la séparation de l'Europe et de l'Afrique et qui a créé la mer Méditerranée, il y a 250 millions d'années, avant même l'ère jurassique.
Le recouvrement d'une énorme masse d'eau salée par la terre en un laps de temps relativement court a donné naissance à l'énorme dépôt d'au moins un kilomètre de profondeur qui s'étend aujourd'hui à l'est de Loulé et dont on ignore où il se termine. Certains disent que des branches de cette couche de sel pourraient atteindre les environs de Barcelone, où se trouve un gisement similaire. Partant de 90 mètres de profondeur — après une couche de calcaire (1 à 45 mètres) et une autre de gypse (45 à 90 mètres) — la mine a été explorée jusqu'à 313 mètres de profondeur, mais les gigantesques galeries artificielles se situent sur deux niveaux, à 230 et 260 mètres de profondeur. La première galerie se trouve à 64 mètres sous le niveau de la mer. Autrefois réalisée au moyen de dynamite, de pioches et de marteaux pneumatiques, l'extraction du sel se fait aujourd'hui à l'aide d'une machine de forage que les ouvriers appellent « roçadora ». Après ce travail, les camions qui circulent à l'intérieur des galeries (dont certaines sont plus grandes qu'un tunnel routier ordinaire) amènent le minerai à une machine qui le fragmente et l'amène au puits pour transporter le matériau à la surface. Une partie importante de la production est exportée, où elle est principalement utilisée pour fabriquer du sel de déneigement pour les routes européennes. La mine a été découverte il y a un demi-siècle, grâce à un forage réalisé sur une propriété de Campina de Cima.